# Toyota Ireland
Toyota Ireland ist ein aktuelles irisches Unternehmen. Mit einem Montagewerk für Kraftfahrzeuge war es Teil der Automobilindustrie in Irland.

## Unternehmensgeschichte
Das Unternehmen wurde am 24. Mai 1972 gegründet. Gründer war Stephen O’Flaherty, der vorher Motor Distributors leitete, die Führung aber an seine Söhne Nigel und Michael abgegeben hatte. Der Sitz war in Dublin. Im gleichen Jahr begann die Montage von Automobilen. Die Teile kamen von Toyota. Es gab auch eine Verbindung zu Eastern Autos, die Škoda montierten.
Anfang 1974 übernahmen die Brüder Denis und Tim Mahony 51 % des Unternehmens und die Firmengruppe Intrac Holdings 49 %. Anfang 1975 übernahmen die Brüder auch die restlichen Anteile. 1976 hielt das Unternehmen mit den kombinierten Zahlen für Toyota und Škoda 5 % Marktanteil. Damit wurde der Import kompletter Fahrzeuge zulässig. In der Folge stiegen die Zulassungszahlen. 1979 übernahm Tim Mahony die Anteile seines Bruders.
1983 endete die Produktion. Im Bereich Import und Vertrieb ist das Unternehmen weiterhin aktiv.

## Fahrzeuge
Montiert wurden Toyota Corolla der Baureihen K 20 und K 30 sowie der Toyota Starlet. Vom letztgenannten entstanden etwa 9000 Fahrzeuge. 1978 wurden außerdem Toyota Carina, Toyota Celica, Toyota Cressida und Toyota Crown angeboten. Daneben wurde der Toyota Land Cruiser importiert.

## Produktionszahlen
Nachstehend die Zulassungszahlen für Toyota in Irland aus den Jahren, in denen Toyota Ireland montierte.
| Jahr  | Zulassungszahlen |
| ----- | ---------------- |
| 1972  | 200              |
| 1973  | 964              |
| 1974  | 1.255            |
| 1975  | 2.092            |
| 1976  | 5.286            |
| 1977  | 8.197            |
| 1978  | 11.750           |
| 1979  | 11.024           |
| 1980  | 13.694           |
| 1981  | 15.329           |
| 1982  | 10.744           |
| 1983  | 9.825            |
| Summe | 90.360           |